# Bào Thúc Nha
Bào Thúc Nha (giản thể: 鲍叔牙; phồn thể: 鮑叔牙; bính âm: Bào Shūyá; ? - 644 TCN), còn được gọi là Bào Tử (鮑子), là một quan Đại phu nổi tiếng dưới thời Tề Hoàn công thuộc thời Xuân Thu. Cha của ông là Bào Kính Thúc (鲍敬叔). Ông sống cùng thời với Quản Trọng.
Bào Thúc Nha được người đời biết đến nhiều thông qua tình bạn của ông và Quản Trọng, cùng với đó là việc thuyết phục Tề Hoàn công gạt bỏ hiềm khích cá nhân với Quản Trọng và phong cho ông làm Tể tướng nước Tề. Bào Thúc Nha rất giỏi đánh giá và nhìn nhận tài năng của người khác và chính Quản Trọng cũng đã nhận xét: "Sinh ra ta ấy là cha mẹ, mà hiểu biết ta thì trong đời chỉ có một Bào Thúc Nha mà thôi."

## Cuộc đời
Bào Thúc Nha là người Dĩnh Thượng (tỉnh An Huy ngày nay). Gia đình của Bào Thúc Nha khá giàu có, trong khi nhà của Quản Trọng thì lại nghèo; dù là vậy nhưng hai người lại nhanh chóng trở thành những người bạn thân của nhau và Bào Thúc Nha rất nể trọng tài năng của Quản Trọng. Trước khi làm quan thì hai người thường đi buôn với nhau.

### Phò tá hai vị công tử tranh ngôi vua
Cả Bào Thúc Nha và Quản Trọng sau này đều tham gia vào chính trường với vai trò làm thầy dạy cho hai công tử của nước Tề: Quản Trọng là thầy dạy Công tử Củ, còn Bào Thúc Nha là thầy dạy của Công tử Tiểu Bạch (về sau trở thành Tề Hoàn công). Tề Tương công (quân chủ nước Tề lúc đó), là một bạo chúa hoang dâm. Dự đoán được tương lai hỗn loạn sắp tới và lo sợ cho tính mạng của vị công tử mà mình đang phò tá, Bào Thúc Nha đã đưa Tiểu Bạch chạy trốn đến nước Cử láng giềng. (Quản Trọng cũng đưa Công tử Củ chạy sang nước Lỗ.
Cuối cùng, Tề Tương công bị loạn quân sát hại. Công Tôn Vô Tri được tôn làm quân chủ nước Tề nhưng sau đó cũng bị ám sát và điều đó khiến nước Tề rơi vào tình trạng hỗn loạn. Tình thế này biến các công tử và những người thầy của họ trở thành những đối thủ tranh đoạt ngai vàng. Bào Thúc Nha đã thành công đưa Tiểu Bạch trở về nước Tề trước Công tử Củ. Vị tân quân sau đó gây sức ép buộc nước Lỗ phải xử tử Công tử Củ và giao nộp Quản Trọng.

### Bào Thúc Nha tiến cử Quản Trọng
Khi Quản Trọng được đưa trở về nước, Tề Hoàn công trong lòng vẫn ôm mối hận với Quản Trọng. Trên đường trở về nước Tề trước đây, Quản Trọng từng bắn một mũi tên trúng thắt lưng của Tề Hoàn công. Vì vậy, Tề Hoàn công muốn xử tử Quản Trọng. Ông cũng dự định phong Bào Thúc Nha làm Tể tướng. Thế nhưng, Bào Thúc Nha đã kiên quyết bênh vực bạn, thuyết phục Tề Hoàn công trước hãy tha chết cho Quản Trọng, sau đó tiến cử Quản Trọng lên chức Tể tướng thay mình. Ông cũng thuyết phục Quản Trọng hãy tận lực phò tá Tề Hoàn công.

### Giúp nước Tề xưng bá
Năm thứ hai đời Tề Hoàn Công (684 TCN), tháng Giêng, Bào Thúc Nha dẫn quân tiến vào lãnh thổ nước Lỗ. Lỗ Trang công tạm lánh nhuệ khí quân Tề, rút lui đến Trường Thược (长勺) (nay là thị trấn Miêu Sơn, Lai Vu, Sơn Đông) để tiện việc phản công . Do từng thắng trận Kiền Thời (乾時之戰) trước đó nên Bào Thúc Nha cùng tướng sĩ đều coi thường quân Lỗ và chính sự coi thường này đã dẫn đến kết cục bại trận thảm hại của quân Tề ở trận Trường Thược dưới tay của mưu sĩ Tào Quế.
Để rửa nhục ở trận Trường Thược, Bào Thúc Nha đề nghị hợp binh với nước Tống tấn công nước Lỗ. Cùng năm đó (684 TCN), tháng Sáu, quân Tề và quân Tống tiến sâu vào đất Lang (郎) đóng trại. Công tử Yển (公子偃) liền tâu với Lỗ Trang công: "Bào Thúc Nha cẩn trọng, quân ngũ chỉnh tề. Còn Nam Cung Trường Vạn ỷ sức mạnh, cho là mình vô địch, nhưng có dũng mà thiếu mưu, đội ngũ hỗn loạn. Nếu ta từ Vu Môn bất ngờ đánh úp, có thể phá Tống. Tống bại, Tề ắt rút.", Lỗ Trang công ban đầu do dự, nhưng thấy quyết tâm của công tử Yển nên cũng ra quân trợ chiến. Công tử Yển dẫn quân từ cửa Tây thành lén ra ngoài, cho binh mã khoác da hổ tấn công thẳng vào quân Tống. Lỗ Trang công nghe tin cũng thân chinh dẫn đại quân theo sau công tử Yển trợ chiến và kết quả là quân Lỗ đánh bại quân Tống ở Thừa Khâu (乘丘), Nam Cung Trường Vạn bị bắt. Bào Thúc Nha thấy quân Tống bị đánh bại thì đành buộc phải rút quân về nước.
Năm thứ 22 đời Tề Hoàn công (664 TCN), nước Tề tấn công Sơn Nhung, Bào Thúc Nha theo quân tham chiến. Tháng 6 năm sau (663 TCN), quân Tề chinh phạt thành công Sơn Nhung.
Mùa xuân năm thứ 30 đời Tề Hoàn công (656 TCN), Bào Thúc Nha cùng Tề Hoàn công chỉ huy liên quân tám nước Tề - Lỗ - Tống - Trần - Vệ - Trịnh - Hứa - Tào tấn công nước Sái (đồng minh của Sở). Sau đó, Tề Hoàn công dẫn đại quân liên hợp tấn công nước Sở. Hai bên giằng co không phân thắng bại. Thông qua đàm phán, nước Sở đồng ý tuân thủ bổn phận chư hầu và khôi phục lại việc triều cống cho thiên tử nhà Chu. Tề Hoàn công cùng các chư hầu cùng kết minh với nước Sở ở Chiêu Lăng rồi lần lượt rút quân. Sự kiện này sử gọi là "Chiêu Lăng chi minh" (召陵之盟) (Hội thề Chiêu Lăng).

### Những năm cuối đời giữ chức Tướng quốc
Năm thứ 41 đời Tề Hoàn công (645 TCN), Quản Trọng lâm bệnh nặng. Tề Hoàn công muốn truyền chức Tướng quốc lại cho Bào Thúc Nha, nhưng Quản Trọng cho rằng tính cách quá cương trực của ông sẽ dễ khiến vua bị xúc phạm. Tề Hoàn công bèn giao chức Tướng quốc cho Công Tôn Thấp Bằng (公孙隰朋). Chỉ một tháng sau, Công Tôn Thấp Bằng qua đời. Tề Hoàn công kiên quyết giao chức vụ này cho Bào Thúc Nha. Bào Thúc Nha đồng ý với điều kiện phải cách chức ba kẻ nịnh thần là Dịch Nha (易牙), Khai Phương (开方) và Thụ Điêu (竖刁). Tề Hoàn công chấp thuận. Tuy nhiên sau một thời gian, Tề Hoàn công lại nhớ nhung ba kẻ này nên lại triệu hồi họ về kinh. Bào Thúc Nha uất ức mà qua đời không lâu sau đó. Sau khi Bào Thúc Nha mất, con cháu ông được hưởng bổng lộc nhiều đời tại Tề, có đến hơn mười đời được phong đất, phần lớn đều là những quan Đại phu nổi tiếng.

## Ảnh hưởng đến văn hóa đương đại
Trong văn hóa Trung Quốc, Bào Thúc Nha được biết đến chủ yếu nhờ sự tận tụy với bạn bè, tinh thần cởi mở, khoan dung và khả năng nhìn người. Sự nghiệp chính trị của Quản Trọng và sự hùng mạnh sau này của nước Tề có thể nói đều bắt nguồn từ niềm tin vững chắc của Bào Thúc Nha vào tài năng của bạn mình. Sử ký ghi lại lời của Quản Trọng về người bạn tri kỷ đã ủng hộ ông suốt đời như sau:

Khi cùng Bào Thúc Nha làm ăn, ta thường lấy phần lợi lớn hơn, nhưng ông không cho ta là tham lam, mà hiểu rằng là do ta nghèo khó. Khi ta đưa ra kế hoạch kinh doanh thua lỗ, ông không chê ta ngu dốt, mà biết đó là do thời thế. Khi ta ba lần xin yết kiến quốc quân mà đều bị từ chối, ông không bảo ta vô dụng, mà biết rằng ta chưa gặp thời. Khi ta ba lần bỏ chạy khỏi chiến trận, ông không coi ta là hèn nhát, mà hiểu rằng ta còn mẹ già cần phụng dưỡng. Khi Công tử Củ chết, ta bị giam cầm, chịu nhục mà sống, ông không cho ta là vô liêm sỉ, mà biết ta nuôi chí lớn. Sinh ra ta ấy là cha mẹ, mà hiểu biết ta thì trong đời chỉ có một Bào Thúc Nha mà thôi!
Về sau, Tư Mã Thiên cũng nhận xét:

Những người tài như Quản Trọng không hiếm trong thiên hạ. Hiếm là những người như Bào Thúc Nha, biết nhìn ra nhân tài.

## Trong văn hóa hiện đại
Bào Thúc Nha là một trong 32 nhân vật lịch sử đặc biệt xuất hiện trong tựa game Tam Quốc Diễn Nghĩa XI (Romance of the Three Kingdoms XI) của hãng Koei.